# Lophozia ehrhartiana
Lophozia ehrhartiana là một loài rêu tản trong họ Jungermanniaceae. Loài này được (F. Weber) Inoue & Steere miêu tả khoa học lần đầu tiên năm 1978.